# صهيونية دينية

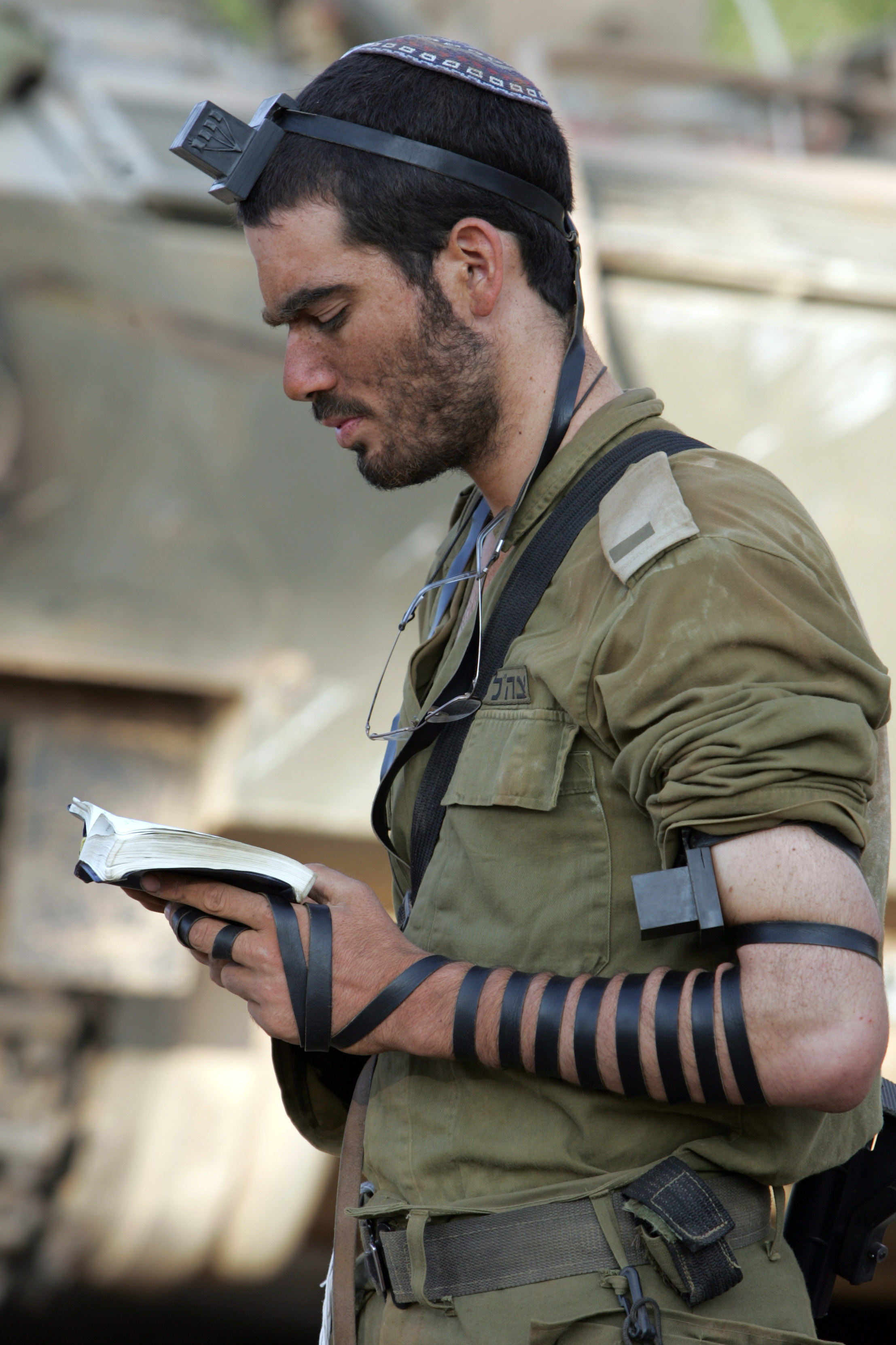
جندي شاب متدين يصلي

الصهيونية الدينية هي أيديولوجيا تَعتبر أن الصهيونية تمثل جزءًا لا يتجزأ من اليهودية الأرثوذكسية. كذلك يشار إلى اتباعها باسم داتي لومي (بمعنى القوميين الدينيين)، وعادةً ما يشار إليهم في إسرائيل باستخدام صيغة الجمع للشطر الأول من هذا المصطلح: داتيم (بمعنى الدينيين). يعرف أعضاء هذا المجتمع باسم كيباه سيروغا (بمعنى الكيباه المحبوكة)، وهو غطاء الرأس النمطي الذي يرتديه الذكور المعتنقون للصهيونية الدينية.
كان معظم الصهاينة الدينيين من اليهود المتدينين الذين دعموا الجهود الرامية إلى إقامة دولة يهودية على أرض إسرائيل خلال الفترة التي سبقت تأسيس دولة إسرائيل. تتمحور الصهيونية الدينية حول ثلاثة أركان ألا وهي أرض وشعب وتوراة بني إسرائيل. يعد الحردال (خريدي لئومي بمعنى الحريديم القوميين) من الجماعات الفرعية الأكثر صرامة من ناحية تقيدهم الديني، والأكثر تحزبًا في توجهاتهم السياسية. أما أولئك الصهاينة الدينيين الذين يعدون أقل صرامة من ناحية تقيدهم الديني - رغم أن توجهاتهم السياسية ليست أكثر ليبرالية بضرورة الحال - فيشار إليهم بصورة غير رسمية باسم داتي لايت بمعنى الدينيين الخفيفين.

## لمحة تاريخية
نشر الحاخام الأرثوذكسي الألماني تسفي هيرش كاليشر أطروحة تحت عنوان ديريشات تسيون في عام 1862. اعتبر الأخير فيها أن من شأن خلاص اليهود، الذي وعد به الأنبياء، أن يتحقق من خلال اللجوء إلى المساعدة الذاتية حصرًا. كان الحاخام موشيه شموئيل غلاسنر من الحاخامات البارزين الآخرين الذين دعموا الصهيونية. كان الحاخام أبراهام إسحاق كوك المنظر الرئيسي للصهيونية الدينية الحديثة، والذي برر الصهيونية طبقًا لما جاء في الشريعة اليهودية، وحث اليهود المتدينين من الشباب على دعم الجهود المبذولة للاستيطان في الأرض، وحث الصهاينة العماليين من العلمانيين على إيلاء قدر أكبر من الاهتمام لليهودية. اعتبر كوك أن الصهيونية مثلت جزءًا من مخطط إلهي من شأنه أن يفضي إلى إعادة توطين الشعب اليهودي في وطنه الأم. ومن شأن ذلك أن يعود على اليهود بالجيولا (الخلاص)، ومن ثم على العالم بأسره. سوف يشهد العالم عودة المشيح حين تتحقق الألفة العالمية من خلال إعادة تأسيس اليهود في وطنهم الأم. أكد كوك على أن هذا الأمر سوف يستغرق بعض الوقت رغم عدم حدوثه حتى الآن، معتبرًا أن الخلاص النهائي سوف يحدث على مراحل عدة، وأنه غالبًا لن يكون جليًا أثناء حدوثه. سعى كوك إلى التوفيق ما بين الصهيونية واليهودية الأرثوذكسية حين أصبح الحاخام الأشكنازي الرئيسي في فلسطين في عام 1924.

## الأيديولوجيا
يعتقد الصهاينة الدينيون أن إريتز إسرائيل (أرض إسرائيل) هي الأرض التي وعد بها الله أبناء شعب بني إسرائيل القدامى. وعلاوةً على ذلك، يتحتم على اليهود الحديثين أن يحوزوا ويدافعوا عن الأرض بطرق تتوافق مع مقاييس العدالة الرفيعة التي حددها التوراة. مثلت أورشليم بالنسبة لأجيال من يهود الشتات رمزًا للأرض المقدسة وعودتهم إليها، والتي وعدهم الله بها في العديد من النبوءات التوراتية. بيد أن العديد من اليهود أحجموا عن اعتناق الصهيونية قبل عام 1930، وجاء ذلك في الحين الذي أبدت فيه بعض الجماعات الدينية معارضتها للأمر. لا يزال هنالك بعض الجماعات المعارضة للصهيونية حتى وقتنا الحاضر، وذلك على اعتبار أن محاولة إعادة تأسيس حكم يهودي على أرض إسرائيل من خلال تدخل بشري هو محض تجديف. كان تسريع الخلاص ومجيء المشيح يعدان من المحظورات الدينية. كذلك عدت الصهيونية من علامات التشكيك في قدرة الله، وبالتالي تمردًا على الله.
صاغ الحاخام كوك إجابة لاهوتية على هذا الادعاء، وهو ما أضفى شرعيةً دينيةً على الصهيونية: «لم تكن الصهيونية مجرد حركة سياسية منوطة باليهود العلمانيين وحسب؛ إنما كانت في واقع الحال أداة استعملها الله من أجل تعزيز مخططه الإلهي، ومباشرة عودة اليهود إلى وطنهم الأم - ألا وهي الأرض التي وعد بها الله كلًا من إبراهيم وإسحاق ويعقوب. كانت مشيئة الله أن يعود بني إسرائيل إلى ديارهم بهدف إقامة دولة يهودية ذات سيادة يعيش فيها اليهود طبقًا لشرائع التوراة والهالاخاه، وأن يؤدوا ميصوة أرض إسرائيل (وهي الأوامر الدينية التي لا يمكن أدائها إلا على أرض إسرائيل). علاوةً على ذلك، يعد استصلاح أرض إسرائيل ميصوةً بحد ذاته، وينبغي القيام به. لذلك يعد استيطان إسرائيل أمرًا واجبًا على اليهود الدينيين، وتمثل مساعدة الصهيونية امتثالًا لإرادة الله في واقع الحال».
وضعت الصهيونية الاشتراكية تصورًا حول الحركة باعتبارها أداة لإقامة مجتمع اشتراكي متقدم على أرض إسرائيل، وذلك بالترافق مع حل معضلة معاداة السامية. كانت الكيبوتسات الأولى عبارة عن مستوطنات جماعية ركزت على إحراز الأهداف القومية دون أن تواجه معوقات دينية وضوابط شرعية يهودية على غرار الكشروت. وكان الصهاينة الاشتراكيون أحد النتائج المتمخضة عن عملية طويلة من التحديث التي عاشتها المجتمعات اليهودية في أوروبا، والمعروفة باسم الهسكالاه أو التنوير اليهودي. كان رد الحاخام كوك كالآتي:
«قد يظن الصهاينة العلمانيون أنهم مدفوعون بأسباب سياسية أو قومية أو اشتراكية، بيد أن السبب الفعلي لقدومهم وإعادة استيطانهم لإسرائيل هو وجود شرارة يهودية دينية (نيتزوتز) في روحهم زرعها الله فيهم. إنهم يسهمون في المخطط الإلهي دون أن يعلموا، وإنهم يؤدون بالفعل ميصورةً عظيمة الشأن».
«يقع على عاتق الصهاينة الدينيين المساعدة في إقامة دولة يهودية وتحويل الشرارة الدينية المتقدة فيهم إلى ضوءٍ عظيم. ينبغي عليهم أن يثبتوا لهم أن المصدر الحقيقي للصهيونية وجبل صهيون التي تتوق إليه النفس يكمن في اليهودية، وأن يعلموهم التوراة بالمحبة والإحسان. وسوف يفهمون في نهاية المطاف أن شرائع التوراة هي المفتاح لتحقيق الألفة الحقيقية والدولة الاشتراكية (وليس بالمعنى الماركسي للكلمة)، والتي ستمثل نورًا للأمم وتعود بالخلاص على العالم».
شرح شلومو أفينيري الجزء الأخير من إجابة كوك قائلًا: «... ونهاية أولئك الرواد الذين يتجولون في ظلمة العلمانية والإلحاد، أن الضوء الثمين الذي يشع في داخلهم سوف يقودهم إلى طريق الخلاص - ونهايتهم أنهم سوف يؤدون الميصورة بهدفٍ محدد بعينه، وذلك من خلال أدائهم لها دون هدفٍ يذكر». (صفحة 2221)

## الأحزاب السياسية
تأسس جناح عمالي للحركة الصهيونية الدينية تحت شعار «التوراة والعمل»، والذي أطلق عليه اسم هبوعيل همزراحي في عام 1921. مثل الحزب الصهاينة العماليين من المتدينين التقليديين سواء في أوروبا أو في أرض إسرائيل، والذي مثل بدوره اليهود الدينيين في الهستدروت. شكلت حركة مزراحي وحزب هبوعيل همزراحي وغيرها من مجموعات الصهاينة الدينيين الأخرى الحزب الوطني الديني في عام 1956، وذلك بهدف تعزيز حقوق الصهاينة الدينيين من اليهود في إسرائيل. نشط الحزب الوطني الديني كحزب سياسي مستقل حتى انتخابات عام 2003. اندمج الحزب الوطني الديني مع حزب الاتحاد الوطني (هالخود هالئومي) في انتخابات عام 2006. تأسس حزب البيت اليهودي (هابايت هايهودي) ليحل محل الحزب الوطني الديني في انتخابات عام 2009. تعد أحزاب غوش إيمونيم وتكوما وميماد من الأحزاب والجماعات الأخرى المرتبطة بالصهيونية الدينية. تأسست الكاهانية وهي فرع راديكالي انبثق عن الصهيونية الدينية على يد الحاخام مائير كاهانا، والذي تعرض حزبه المعروف باسم حزب كاخ للحظر بتهمة العنصرية. يعد حزب عوتسما يهوديت الجناح الرائد لهذا التيار الفكري خلال الوقت الحاضر.